# I’m a Loser
I’m a Loser (englisch für: Ich bin ein Verlierer) ist ein Lied der britischen Band The Beatles aus dem Jahr 1964. Komponiert wurde es von John Lennon, es steht jedoch unter dem bei der Band üblichen Copyright Lennon/McCartney.

## Hintergrund
Im März 1964 traf Lennon den Journalisten Kenneth Allsop. Allsop erklärte ihm, dass er die Tiefgründigkeit, die er in Lennons Buch In His Own Write entdeckte, in seinen Liedern vermisse. Er schlug Lennon vor, eher autobiografische anstelle von abstrakten Liebesliedern zu komponieren. Diese Begegnung markierte einen Wendepunkt in Lennons Leben und er nahm sich Allsops Vorschlag zu Herzen. Weiter ermutigt wurde er durch Bob Dylans Kompositionsstil, der ihn bei I’m a Loser deutlich beeinflusste. John Lennon sagte 1980 zum Lied: „Das bin ich in meiner Dylan-Periode. Ein Teil von mir vermutet, dass ich ein Verlierer bin und ein Teil von mir denkt, dass ich Gott, der Allmächtige, bin. (lacht)“ Paul McCartney interpretierte das Lied im Nachhinein als ein Hilferuf von Lennon.

## Aufnahme
I’m a Loser wurde am 14. August 1964 in den Londoner Abbey Road Studios aufgenommen. Produzent war George Martin, dem Norman Smith assistierte. Die Beatles nahmen das Lied unter Livebedingungen in acht Takes auf. Overdubs wurden nicht hinzugefügt. Lennon sang, spielte eine akustische Gitarre und gleichzeitig Mundharmonika. Paul McCartney sang ebenfalls mit und spielte den Bass, während George Harrison und Ringo Starr Sologitarre und Schlagzeug beisteuerten.
Die Abmischungen des Liedes erfolgten am 26. Oktober 1964 in Mono und am 4. November 1964 die Stereoabmischung. Bei der Stereoversion ist die Leadgitarre im Vergleich zur Monoversion mehr in den Vordergrund gemischt.
Die Besonderheit bei Lennons Gitarre ist, dass es sich um eine zwölfsaitige Gitarre handelt, was in dieser Beatles-Phase bei ihm ungewöhnlich war. 

## Veröffentlichungen
- Am 13. November 1964 erschien in Deutschland das sechste Beatles-Album Beatles for Sale, auf dem I’m a Loser enthalten ist. In Großbritannien wurde das Album am 4. Dezember 1964 veröffentlicht, dort war es das vierte Beatles-Album.
- In den USA wurde I’m a Loser auf dem dortigen siebten Album Beatles ’65, am 15. Dezember 1964, veröffentlicht.
- In Großbritannien wurde am 6. April 1965 die EP Beatles for Sale veröffentlicht, auf der sich I’m a Loser befindet.
- Einige Wochen vor der Veröffentlichung, am 17. November 1964, spielten die Beatles I’m A Loser bereits in der BBC-Radioshow Top Gear. Diese Fassung erschien im November 1994 auf dem Beatles-Album Live at the BBC. Am 26. Mai 1965 spielte die Band das Lied erneut für die BBC. Bei dieser unveröffentlichten Fassung veränderte Lennon den Text. Anstatt “beneath this mask I am wearing a frown” (deutsch: ‚Unter dieser Maske trage ich ein Stirnrunzeln‘) sang er die absurde Zeile “beneath this wig I am wearing a tie” (deutsch: ‚Unter dieser Perücke trage ich eine Krawatte‘).[3]